# Absetzen (Medizin)
Unter Absetzen versteht man in der Medizin: 
- die Beendigung einer Behandlung mit einem Medikament. Beim Absetzen von bestimmten Medikamenten kann es zu Absetz-Phänomenen kommen, die vergleichbar mit Nebenwirkungen sind. Daher sollten solche Medikamente nur nach Absprache mit dem behandelnden Arzt abgesetzt werden. Auch Placebo-Effekte können auftreten.

- das Nichtdurchführen eines geplanten chirurgischen Eingriffs: Geplante Operationen können aus unterschiedlichen Gründen abgesetzt werden. Stellen sich neue Aspekte im Gesundheitszustand des Patienten dar, wird ein Eingriff abgesetzt, um bei zusätzlichen Erkrankungen erst eine weitere Diagnostik zu veranlassen und die Operation zu verschieben, oder bei Wegfall der Gründe für den Eingriff diesen ganz zu unterlassen. Die Absetzung eines Eingriffs kann auch durch organisatorische Gründe bedingt sein, z. B. bei Notfällen kann es zu Terminverschiebungen kommen.

- das chirurgische Abschneiden von Gewebeteilen oder ganzen Körperteilen, womit ein sogenannter Absetzungsrand entsteht. Siehe hierzu auch Amputation.